# Groot-Lammerenburg
Groot-Lammerenburg is een wijk in de gemeente Vlissingen, in de Nederlandse provincie Zeeland. De wijk omvat de wijken Rosenburg, Bossenburgh, Weyevliet, Westerzicht, Lammerenburg, Zuidbeek, Papegaaienburg, Hofwijk, Claverveld, West-Souburg en Vrijburg. De wijken kennen diverse stichtingen en sinds kort is er tevens een Collectief Groot Lammerenburg. Dit laatste n.a.v. een collectief bezwaar tegen bouwplannen van de gemeente Vlissingen. 
De wijk heeft 9.987 inwoners, dat is zo'n 22% van de totale bevolking van Vlissingen.
In Papegaaienburg bevindt zich een klein winkelcentrum met onder andere supermarkten, een slager, een bakker, een kapper en een apotheek en een horeca onderneming en cafetaria (De Papegaai). Ook zijn er in de wijken verschillende basisscholen te vinden. In Weyevliet ligt het Scheldemond College en in 2014 is de nieuwbouw voor de Christelijke Scholengemeenschap Walcheren opgeleverd
Stad: Vlissingen

Dorpen: Oost-Souburg · Ritthem · West-Souburg

Buurtschap: Groot-Abeele

Wijken: Bloemenbuurt · Groot-Lammerenburg · Lammerenburg · Nieuw-Bonedijke · Scheldekwartier · Vlissingen-Oost · Vlissingen-Stadshaven · Westerzicht

Zeeland: Steden en dorpen in Zeeland      Nederland: Provincies · Gemeenten